# Syzygiella variabilis
Syzygiella variabilis là một loài rêu tản trong họ Jungermanniaceae. Loài này được (Sande Lac.) Schiffner miêu tả khoa học lần đầu tiên năm 1900.